# Lore (videojuegos)
Lore (videojuegos) es el conjunto de elementos que conforman y enriquecen la narrativa de un videojuego. Estos elementos cuentan historias secundarias o estructurales que fundamentan y enriquecen la historia principal del videojuego en un mundo fantástico en el que se encuadra toda la historia global de ese universo ficticio.  

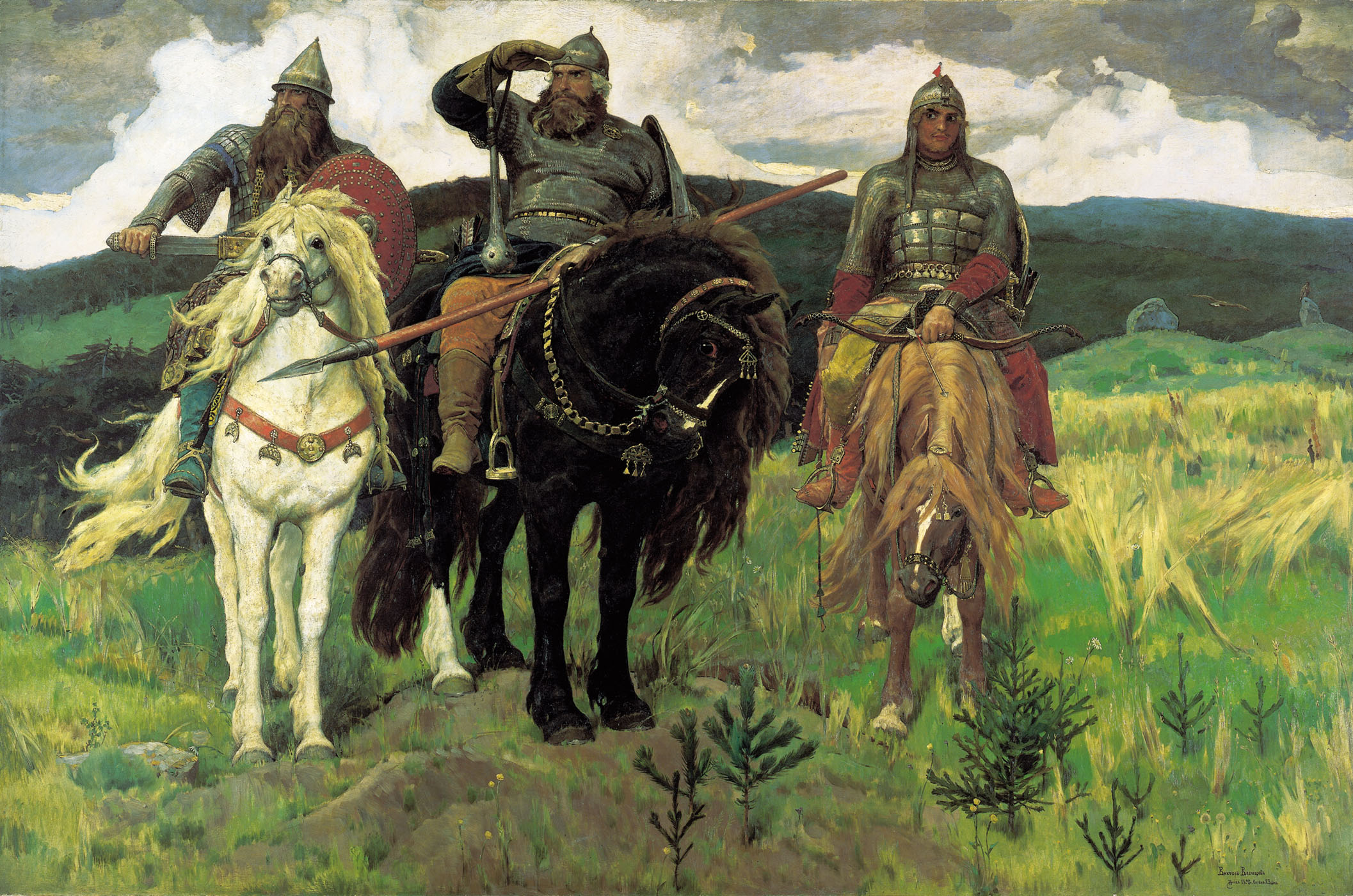
Leyenda medieval

Lore es una palabra originaria de la lengua inglesa en el periodo de la Conquista Normanda entre el 1066 hasta el 1500 d. C. aproximadamente. En el saber popular, el lore lo conforman las historias que transmite una sociedad sobre un tema concreto, es decir, es el conocimiento popular de los relatos, los cuentos, las leyendas y otras piezas narrativas que se logran transmitir entre un buen número de personas y sobreviven al trascurso del tiempo. 
Lore, según el diccionario Oxford, significa “cuerpo de tradiciones y conocimiento de un tema o perteneciente a un grupo concreto, típicamente transmitido de persona a persona a través de la palabra hablada”. En el ámbito del ocio, sin embargo, el concepto de Lore evoluciona y hace referencia a las historias secundarias o estructurales que fundamentan y enriquecen una historia principal en un mundo fantástico en el que se encuadra la historia principal. Por ejemplo, los universos fantásticos de Star Wars, de Harry Potter, de El Señor de los Anillos o de Canción de Fuego y Hielo tienen universos y estructuras que son sistemas con reglas propias que ambientan las historias que se cuentan dentro de ellas. Así, es posible una historia con viajes interestelares en Star Wars, hechizos y magia en Harry Potter o la existencia e interacción con dragones en Canción de Fuego y Hielo. Yendo más allá, en el ámbito del ocio electrónico, y principalmente en los videojuegos, debido a la interactividad del usuario con el producto electrónico, se habla de Lore para hacer referencia a una forma de narrar, a una construcción de historias secundarias opcionales o estructurales que fundamentan el universo particular en el que participa el usuario, facilitando así su proceso de inmersión en el videojuego, que es un valor añadido crucial para fomentar el éxito del videojuego.
La función del lore en los videojuegos es expandir la historia del universo en el que se encuentra el jugador, permitiendo que el usuario se sienta inmerso en el mundo del videojuego mediante acciones que tienen la capacidad de contribuir/alterar dicho mundo ficticio. Gracias al lore inherente en el entorno virtual del videojuego que refleja un mundo fantástico, los objetos con los que interactúa un usuario pueden tener sentido y significado en la historia que el usuario vive y va creando con su propia actividad dentro del videojuego. 
En los videojuegos gran parte del lore es opcional y depende del usuario para activarse y desarrollarse, haciendo partícipe al usuario de ese contenido. Sin la participación del usuario ese contenido del lore puede permanecer latente o tener un significado mucho menor al que se mantiene oculto. Por ejemplo, un usuario de un videojuego puede usar un determinado objeto que tiene un uso principal y sería posible usarlo para tal uso sin mayor complicación, pero ese objeto en su descripción del menú, o en el entorno virtual donde se incluye, tiene un significado y es parte de otra historia que lo ha llevado hasta allí, siendo decisión del usuario conocer el significado de ese objeto y profundizar en la historia que se deriva.
La consecuencia principal de profundizar en el lore del videojuego para el usuario final es mayor conocimiento del mundo virtual en el que se ve inmerso, lo que mejora su identificación con su personaje que maneja y su grado de implicación e inmersión en la historia que va construyendo con sus acciones. Es decir, ya no solo crea la historia según va avanzando en ella con sus acciones, sino que la profundidad y riqueza de esa historia es la que él elige, pudiendo satisfacer mejor su interés en conocer ese mundo virtual.
El énfasis en el desarrollo del lore en los videojuegos para mejorar la inmersión virtual del jugador ha surgido como producto de una evolución en los últimos años en la industria de los videojuegos hacia una mayor libertad y personalización de su partida en el jugador, reduciendo con ello la directividad de la narrativa en el videojuego. Esta evolución ha sido muy bien recibida en el mercado del ocio electrónico, por lo que los diseñadores han conseguido mayor éxito en sus productos y los jugadores mayor satisfacción con su ocio. Fruto de este éxito en la nueva narratividad personalizable en los videojuegos se han generado numerosas webs, wikis y aplicaciones que recopilan todo el Lore generado en estos videojuegos.

## Potencial educativo delLore
Partiendo de que el lore es aprovechado por el jugador para satisfacer su curiosidad, y con él se desarrolla un aprendizaje totalmente desasistido, personalizable y autónomo del universo fantástico donde se encuentra inmerso virtualmente, es posible valorar que podría ser utilizable en el ámbito educativo actual donde la educación personalizada y la participación activa del aprendiz también es un valor al alza. No obstante, también se debe valorar que el proceso educativo en la enseñanza regulada incluye una serie de requisitos que podrían limitar dicho trasvase, por ejemplo:
- En primer lugar, en la enseñanza regulada hay unos conocimientos y competencias a adquirir. Aunque las metodologías educativas actuales han mejorado la personalización de la enseñanza, adquirir conocimientos y competencias concretos aún sigue siendo un importante requisito a cumplir que puede convertirse en barrera bajo determinadas circunstancias.
- En segundo lugar, a pesar de que las metodologías activas han incrementado la participación y autorregulación del aprendiz en su propio aprendizaje, el papel del profesor en este proceso como instructor y gestor activo de la enseñanza sigue siendo esencial para garantizar el éxito del aprendizaje.
- Por último, si se pretende diseñar una experiencia de aprendizaje desasistida y totalmente abierta y configurable por parte del alumno, se debe considerar a priori multitud de factores y contenidos a tener en cuenta que pueden activarse o no (dependiendo del aprendiz y su interés) en la experiencia educativa, por lo que el trabajo del profesor/diseñador de la experiencia educativa deberá incluir todas las posibilidades posibles de respuestas a todas las posibles preguntas derivadas de la curiosidad de un aprendiz y, por lo tanto, su diseño y preparación será considerablemente mayor y mucho más complejo que en una experiencia de aprendizaje directa y dirigida por el profesor.

Numerosas metodologías educativas actuales basadas en el juego, como la Gamificación, el Aprendizaje Basado en el Juego o los Serious Games, comparten con el lore numerosos principios y procedimientos, al igual que otras metodologías activas y paradigmas educativos actuales, que son cercanos a la estructura formal y procesual del Lore, como el Conectivismo, el Diseño Universal del Aprendizaje, la Enseñanza Multinivel, el Aprendizaje Centrado en el Estudiante, los Entornos Personales de Aprendizaje, los Paisajes de Aprendizaje, el Design Thinking, el Aprendizaje Basado en Problemas, el Aprendizaje Basado en Retos y el Movimiento Maker, entre otros.